# 이우영 (축구인)
이우영(李宇暎, 1973년 8월 19일 ~ )은 대한민국의 축구 선수이며 1998년 K리그 안양 LG 치타스 (현 FC 서울)에서 활동하였으며 공격수로 활약하였다. 애틀랜타 올림픽에 출전하였다.

## 참고 자료
- 비운의 축구스타, 지금 어디에<2> ‘게이오의 영웅’ 이우영(상편)
- 비운의 축구스타, 지금 어디에<2> ‘게이오의 영웅’ 이우영(하편)